# Orlice park shopping
Orlice park shopping (do roku 2015 EuroCenter) je obchodní centrum v Hradci Králové na Slezském Předměstí otevřené v roce 2002. Jedná se o jeden z největších obchodních domů ve městě a o jediné obchodní centrum v této místní části. Těsně sousedí s Povodím Labe. V areálu obchodního centra je celkem 857 parkovacích míst zdarma, některá zastřešená. Součástí centra je hypermarket Albert, zahradní centrum BauMax a dětské hřiště. Celkem se zde nachází 27 obchodů a služeb. Od roku 2008 se v prostorách pořádá výstava psů Sirius Voříškiáda.

## Obchody
- Bambule
- BauMax
- Květinový koutek
- Saunia
- GECO Tabák
- Optika Doubrava
- Teta drogerie
- ASAT - svět hodinek
- Orion
- Albert hypermarket
- DR. MAX lékárna
- Pizza Express
- Čínské speciality
- Palác Food
- Beauty Nails
- Pepco
- Sirius – zverimex
- Sportisimo
- Erotic City
- Vinařství u Kapličky
- GB Power